# Athetis despecta
Athetis despecta là một loài bướm đêm trong họ Noctuidae.